# Once Upon a Time in America
Once Upon a Time in America is een Italiaans-Amerikaanse misdaadfilm uit 1984 van Sergio Leone. De film gaat over een vriendschap tussen twee Joodse gangsters, gespeeld door Robert De Niro en James Woods, die opgroeien in New York. Het is een epische film die zich in 3 periodes afspeelt: de jaren 20, 30 en 60 van de 20e eeuw. Een groep vrienden is hierin respectievelijk te zien als kind, jongvolwassenen en ouderen.
De film is een filosofische studie naar thema's als tijd, herinneringen, liefde, geweld en verraad en  wordt geprezen om z'n mooie cinematografie, de details van de drie historische omgevingen, het complexe, open verhaal en de filmmuziek.

## Verhaal
David 'Noodles' Aaronson en Maximilian 'Max' Bercovicz zijn twee vrienden die in de jaren '20 opgroeien in Joodse achterbuurten van New York. Door de enorme armoede besluiten de twee al gauw de criminaliteit in te gaan. Eerst met kleine vergrijpen, later met de handel in illegale drank. Op een dag loopt een ruzie zo uit de hand dat Noodles zich genoodzaakt ziet om een concurrerende drankhandelaar te doden. Noodles moet de gevangenis in en komt er pas een paar jaar later uit.
In de jaren '30 komt Noodles uit de gevangenis en hij wordt opgehaald door Max. Max blijkt samen met zijn vrienden een gigantische drankhandel te hebben opgebouwd. Noodles en Max gaan vrolijk verder met het criminele werk.
Intussen blijken de tijden steeds meer te veranderen: de misdaadwereld wordt steeds gewelddadiger, de bendeleden begaan de fout om zich met politiek te bemoeien en Max z'n rijkdom en macht is hem naar zijn bol gestegen. Hierdoor drijft de vriendschap steeds meer uit elkaar.
Bovendien blijken de sociale vaardigheden van Max en Noodles sterk onderontwikkeld te zijn. Tot zijn eigen frustratie lukt het Noodles maar niet om een relatie met zijn jeugdvriendinnetje te beginnen, hetgeen uiteindelijk resulteert in een verkrachting.
Als de drooglegging wordt opgeheven, beseft Noodles dat de criminele tijden voorbij zijn. Max wil hier echter niks van weten en hij wil een overval plegen op de Federale Bank.
Noodles probeert zijn vriend hiervan te weerhouden, maar hij beseft dat Max zelfmoord wil plegen uit angst voor dementie. (Max begint net als zijn vader op jonge leeftijd te dementeren).
Er is slechts één manier om zijn vriend te redden: hem aangeven bij de politie. Als Max de gevangenis in moet, is hij tenminste voorlopig gerust. Noodles belt de politie en verraadt daarmee z'n vriend uit bestwil. Het mislukt echter: Max verzet zich bij z'n arrestatie en wordt doodgeschoten.
Noodles voelt zich eeuwig schuldig over de fout die hij heeft gemaakt en vlucht ver weg. Hij raakt verslaafd aan opium en gaat een kluizenaarsbestaan leiden.
Ruim 30 jaar later keert Noodles terug naar zijn jeugdsporen. Hij bezoekt zijn ouderlijk huis, het graf van Max, hij komt z'n oude jeugdvriendinnetje opnieuw tegen en hij gaat langs bij het enige nog in leven zijnde lid van de bende.
Plotseling krijgt hij een uitnodiging voor een feestje. Noodles gaat ernaartoe en komt erachter dat Max nog leeft. Hij heeft z'n eigen dood in scène gezet en hij is er destijds met de schatkist van de bende vandoor gegaan.
Max zit met hetzelfde schuldgevoel als Noodles. Ook hij heeft z'n beste vriend verraden. Max vraagt aan Noodles of hij hem wil doodschieten als straf voor het verraad dat hij pleegde. Noodles weigert dit en laat z'n oude vriend leven. Hij loopt weg.
Terwijl Noodles over straat loopt ziet hij nog 1 keer Max staan. Plotseling verdwijnt Max achter een rijdende vuilniswagen (waarschijnlijk is hij gesprongen in de werkende afvalbak van de vuilniswagen).

## Rolverdeling
| Acteur                | Personage                                     |
| --------------------- | --------------------------------------------- |
| Robert De Niro        | Noodles (David Aaronson)                      |
| James Woods           | Max (Maximilian Bercovicz)                    |
| Elizabeth McGovern    | Deborah Gelly                                 |
| William Forsythe      | Cockeye (Philip Stein)                        |
| James Hayden          | Patsy (Patrick Goldberg)                      |
| Tuesday Weld          | Carol                                         |
| Darlanne Fluegel      | Eve (als Darlanne Fleugel)                    |
| Larry Rapp            | 'Fat' Moe Gelly                               |
| Treat Williams        | James Conway O'Donnell                        |
| Burt Young            | Joe                                           |
| Joe Pesci             | Frankie Monaldi                               |
| Danny Aiello          | Politie-overste Aiello                        |
| Richard Bright        | Chicken Joe                                   |
| James Russo           | Bugsy                                         |
| Mario Brega           | Mandy                                         |
| Richard Foronjy       | Agent 'Fartface' Whitey (als Richard Foronji) |
| Amy Ryder             | Peggy                                         |
| Robert Harper         | Sharkey                                       |
| Dutch Miller          | Van Linden                                    |
| Scott Schutzman Tiler | Jonge Noodles (als Scott Tiler)               |
| Rusty Jacobs          | Jonge Max / David Bailey                      |
| Brian Bloom           | Jonge Patsy                                   |
| Adrian Curran         | Jonge Cockeye                                 |
| Mike Monetti          | Jonge Fat Moe                                 |
| Jennifer Connelly     | Jonge Deborah                                 |
| Julie Cohen           | Jonge Peggy                                   |
| Noah Moazezi          | Dominic                                       |

## Structuur
De hierboven vertelde synopsis is chronologisch verteld maar de film zelf haalt flashback, dromen en verschillende periodes door elkaar. Hier volgt een verduidelijking van de structuur:
- Net als bij opera's begint de film met een ouverture. Hierin worden heel beknopt de hoogtepunten en sleutelscènes toegelicht. Deze scènes vertellen nog niets, maar wakkeren meteen de aandacht van de kijker aan. Veel scènes of geluiden (zoals de rinkelende telefoon) komen later in de film terug.
- Na de ouverture zien we een scène waarin Noodles naar een Chinese club gaat waar hij een opiumpijp schuift. Er ontvouwt zich nu een verhaal waarin heden, verleden en toekomst door elkaar lopen. Het is de geschiedenis zoals die herinnerd of verbeeld wordt in Noodles' geest.
- Er wordt een min of meer chronologisch verhaal verteld over Noodles en Max als kinderen die opgroeien in de jaren 20. Deze scènes worden afgewisseld met flashforwards van Max die op zoek gaat naar de sporen van zijn jeugd. Dit deel eindigt als Noodles in de gevangenis verdwijnt voor de moord op de concurrerende drankhandelaar Bugsy.
- Een stuk jaren 60 waarin Noodles het graf van Max bezoekt en daar een sleutel vindt van een kluis. In de kluis blijkt het gestolen geld te zitten. Ook gaat Noodles op zoek naar zijn jeugdvriendinnetje.
- Nu komen de jaren 30, ook afgewisseld met flash-forwards van de jaren zestig. Dit deel eindigt met de dood van Max.
- Het laatste deel waarin Noodles zijn jeugdvriendin bezoekt en erachter komt dat Max nog leeft. Dit deel eindigt met de verdwijning van Max.
- Een epiloog waarin Noodles bij de opiumkit naar binnen gaat en een pijp ligt te schuiven.

## Versies
Net zoals veel films van Leone, werd Once Upon a Time in America in de Verenigde Staten uitgebracht in een zwaar bewerkte versie, die bijna 90 minuten korter was dan de versie die in Europa verscheen. De ingekorte versie had ook geen flashbackstructuur, maar plaatste de scènes in chronologische volgorde. Leone heeft zich altijd gedistantieerd van deze versie.
Oorspronkelijk duurde de film 269 minuten, maar Leone moest van de distributeurs daar 40 minuten uitsnijden. In 2012 ging een gerestaureerde versie in première in Cannes, die zo goed mogelijk gerestaureerd was. Deze versie duurt 255 minuten.

## Trivia
- De film is gebaseerd op het boek The Hoods van Harry Gray.
- Sergio Leone wilde de film al maken vóór de western The Good, the Bad & the Ugly, maar hij bezat toen de rechten van het boek nog niet.
- De allereerste versie van de film duurde ongeveer zes uur. Met enige tegenzin heeft Leone de speelduur van die versie bijna moeten halveren.
- De voorbereiding van de film vergde in totaal tien jaar.
- Joe Pesci en Robert De Niro kwam nog vijfmaal samen in een film: Raging Bull uit 1980, Goodfellas uit 1990, Casino uit 1995  en The Irishman uit 2019, alle geregisseerd door Martin Scorsese, en A Bronx Tale uit 1993, geregisseerd door De Niro zelf.
- Filmdebuut van Jennifer Connelly.